# 11966 Плато
11966 Плато (11966 Plateau) — астероїд головного поясу, відкритий 12 серпня 1994 року.
Тіссеранів параметр щодо Юпітера — 3,310.